# Avenencia

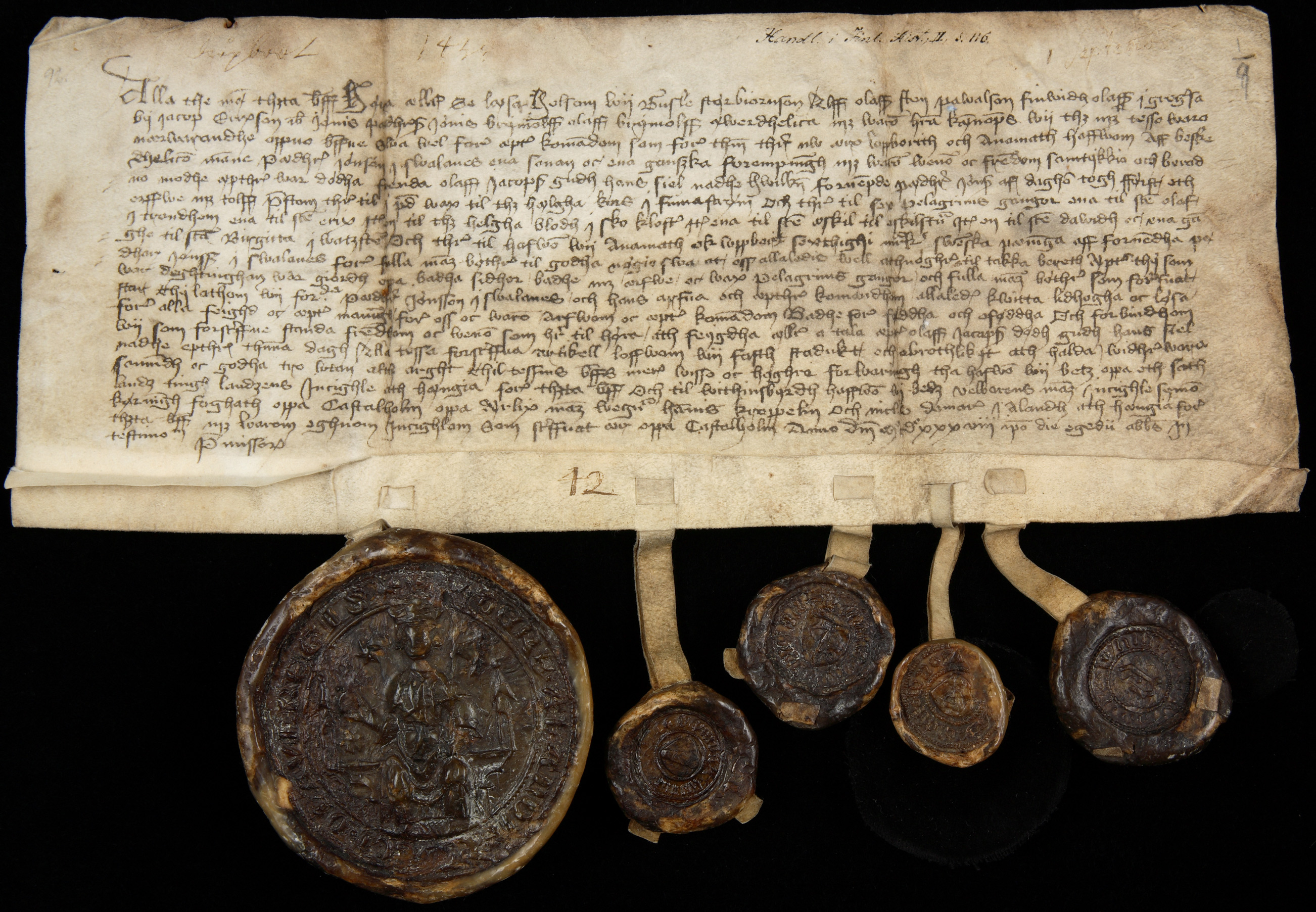
Acuerdo sobre el hombre asesinado - Diplomatario sueco.

La avenencia es, en general, el acuerdo o convenio entre dos partes y en Derecho una transacción o acuerdo entre las partes litigantes sin necesidad de tener que llegar a emitirse una sentencia judicial.
Cicerón recomendaba la avenencia de los litigantes, incluso aunque tuvieran que sacrificar algo de sus derechos, lo cual consideraba como una muestra de generosidad que a menudo resultaba provechosa.
En este sentido el refrán "más vale mala avenencia que buena sentencia" indica que ocasiones vale más transigir que dejar la decisión a los jueces la toma de decisiones ya que incluso aunque la sentencia resulte favorable, el proceso judicial implica a menudo un gran coste de tiempo y dinero.